# Neobisium hadzii
Neobisium hadzii är en spindeldjursart som beskrevs av Beier 1938. Neobisium hadzii ingår i släktet Neobisium och familjen helplåtklokrypare. Inga underarter finns listade i Catalogue of Life.